# NHL Plus/Minus Award
NHL Plus/Minus Award – indywidualna nagroda przyznawana każdego sezonu w NHL zawodnikowi, który osiągnął najlepszą statystykę plus/minus w sezonie zasadniczym. Jest to indywidualna statystyka w hokeju na lodzie, która stanowi punktację liczoną za przebywanie na lodzie w momencie zdobycia (+) i straty gola (-) przez drużynę zawodnika. Tym samym obrazuje zachowanie zawodnika zarówno w grze ofensywnej jak i w defensywnej.

## Lista nagrodzonych

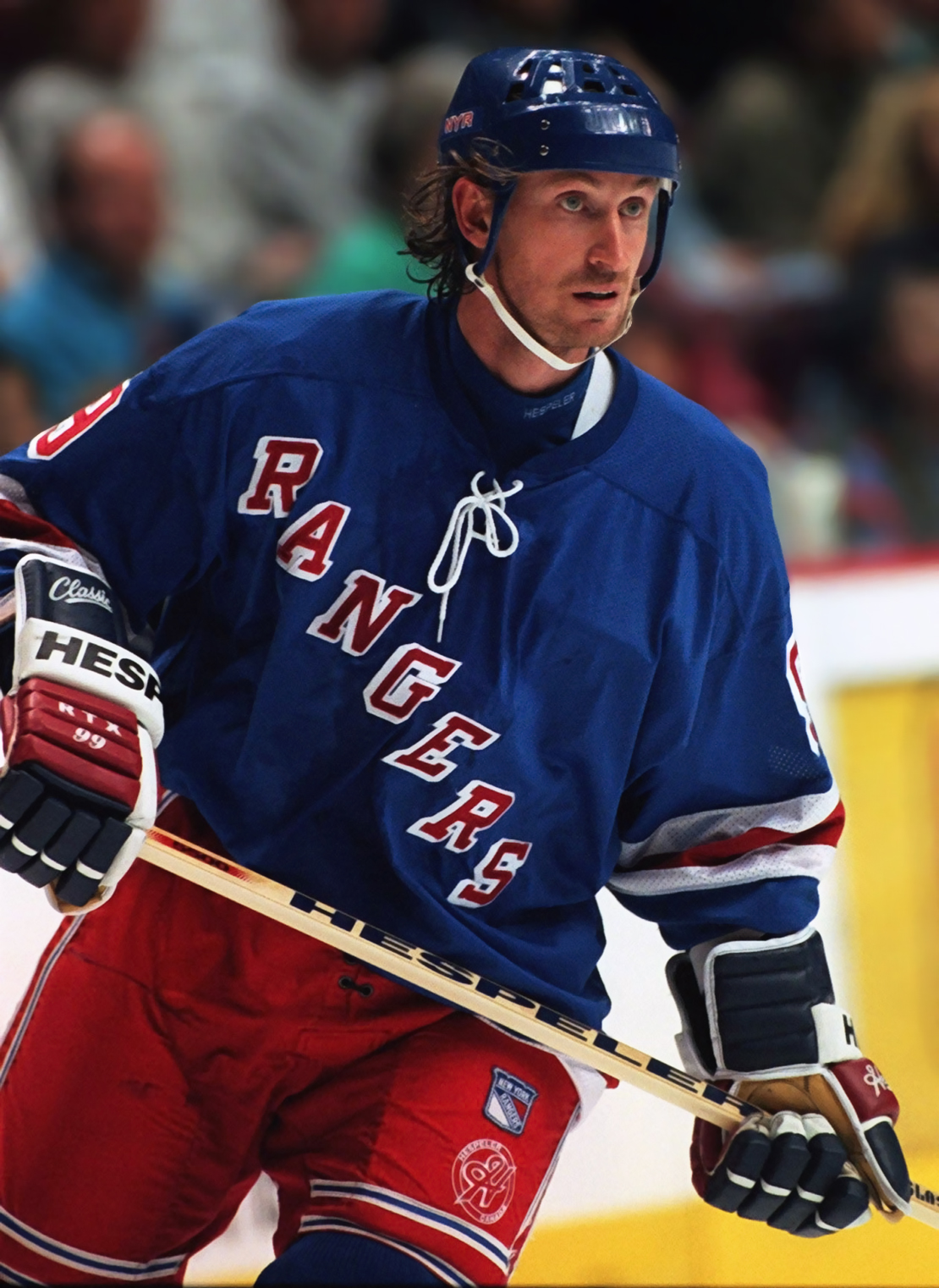
Wayne Gretzky - trzykrotny zdobywca nagrody

- 2024 - Gustav Forsling, Florida Panthers
- 2023 - Hampus Lindhorn, Boston Bruins
- 2022 - Johnny Gaudreau, Calgary Flames
- 2021 - Mikko Rantanen, Colorado Avalanche
- 2020 - Ryan Graves, Colorado Avalanche
- 2019 - Mark Giordano, Calgary Flames
- 2018 - William Karlsson, Vegas Golden Knights
- 2017 - Ryan Suter i Jason Zucker, Minnesota Wild
- 2016 - Tyler Toffoli, Los Angeles Kings
- 2015 - Max Pacioretty, Montreal Canadiens oraz Nikita Kuczerow, Tampa Bay Lightning
- 2014 - David Krejčí, Boston Bruins
- 2013 - Pascal Dupuis, Pittsburgh Penguins
- 2012 - Patrice Bergeron, Boston Bruins
- 2011 - Zdeno Chára, Boston Bruins
- 2010 - Jeff Schultz, Washington Capitals
- 2009 - David Krejčí, Boston Bruins
- 2008 - Pawieł Daciuk, Detroit Red Wings
- 2007 - Thomas Vanek, Buffalo Sabres
- 2006 - Wade Redden, Ottawa Senators oraz Michal Rozsíval, New York Rangers
- 2005 - nie przyznano z powodu lockoutu
- 2004 - Martin St. Louis, Tampa Bay Lightning oraz Marek Malik, Vancouver Canucks
- 2003 - Peter Forsberg i Milan Hejduk, Colorado Avalanche
- 2002 - Chris Chelios, Detroit Red Wings
- 2001 - Joe Sakic, Colorado Avalanche oraz Patrik Eliáš, New Jersey Devils
- 2000 - Chris Pronger, St. Louis Blues
- 1999 - John LeClair, Philadelphia Flyers
- 1998 - Chris Pronger, St. Louis Blues
- 1997 - John LeClair, Philadelphia Flyers
- 1996 - Władimir Konstantinow, Detroit Red Wings
- 1995 - Ron Francis, Pittsburgh Penguins
- 1994 - Scott Stevens, New Jersey Devils
- 1993 - Mario Lemieux, Pittsburgh Penguins
- 1992 - Paul Ysebaert, Detroit Red Wings
- 1991 - Marty McSorley, Los Angeles Kings oraz Theoren Fleury, Calgary Flames
- 1990 - Paul Cavallini, St. Louis Blues
- 1989 - Joe Mullen, Calgary Flames
- 1988 - Brad McCrimmon, Calgary Flames
- 1987 - Wayne Gretzky, Edmonton Oilers
- 1986 - Mark Howe, Philadelphia Flyers
- 1985 - Wayne Gretzky, Edmonton Oilers
- 1984 - Wayne Gretzky, Edmonton Oilers
- 1983 - Charlie Huddy, Edmonton Oilers

## Najlepsi w puntacji +/- przed ustanowieniem nagrody
- 1982 - Wayne Gretzky, Edmonton Oilers
- 1981 - Brian Engblom, Montreal Canadiens
- 1980 - Jim Schoenfeld, Buffalo Sabres i Jim Watson, Philadelphia Flyers
- 1979 - Bryan Trottier, New York Islanders
- 1978 - Guy Lafleur, Montreal Canadiens
- 1977 - Larry Robinson, Montreal Canadiens
- 1976 - Bobby Clarke, Philadelphia Flyers
- 1975 - Bobby Orr, Boston Bruins
- 1974 - Bobby Orr, Boston Bruins
- 1973 - Jacques Laperriere, Montreal Canadiens
- 1972 - Bobby Orr, Boston Bruins
- 1971 - Bobby Orr, Boston Bruins
- 1970 - Bobby Orr, Boston Bruins
- 1969 - Bobby Orr, Boston Bruins
- 1968 - Dallas Smith, Boston Bruins